# Donnaldsoncythere donnaldsonensis
Donnaldsoncythere donnaldsonensis är en kräftdjursart som först beskrevs av Walter Klie 1931.  Donnaldsoncythere donnaldsonensis ingår i släktet Donnaldsoncythere och familjen Entocytheridae. Inga underarter finns listade i Catalogue of Life.